# Санджари, Хешмат
Хешмат Санджари (перс. حشمت سنجری‎; 1918 — 4 января 1995) — иранский композитор и дирижёр. Сын Хусейна Санджари, известного музыканта, исполнителя на таре.
Окончил Тегеранскую консерваторию в 1949 г. как скрипач; среди учителей Санджари были Абульхасан Саба, Рухолла Халеки и Али Наги Вазири. Совершенствовался как дирижёр в Венской академии музыки под руководством Ханса Сваровски.
В 1955—1957 гг. впервые возглавил Тегеранский симфонический оркестр, но затем уехал за границу для профессионального совершенствования. По возвращении в 1960—1972 гг. вновь стал руководителем этого оркестра и внёс решающий вклад в его превращение в высокопрофессиональный коллектив. Под руководством Санджари оркестр выступал вместе с такими выдающимися солистами, как Иегуди Менухин и Айзек Стерн. После Исламской революции 1979 года Санджари продолжил работу с оркестром, хотя и в гораздо более стеснённых условиях.
Наиболее значительным произведением Санджари и одной из вершин иранской академической музыки в целом считается его симфоническая поэма «Персидские картины».